# La fuga de Segovia
La fuga de Segovia es una película española dirigida por Imanol Uribe. Está basada en la fuga real de unos treinta presos de ETA político-militar que se produjo en abril de 1976.

## Argumento
La película está basada en los hechos reales de la fuga de Segovia. Un ex recluso en el exilio relata las circunstancias de su aventura a un periodista: la historia de la fuga real ocurrida en abril de 1976, que tiene por protagonistas a un grupo de terroristas de ETA político-militar.
En la prisión, un grupo de carceleros descubre un túnel que conduce al exterior. Sin desanimarse, el grupo de prisioneros comienza a excavar un segundo túnel.
Tras ocho meses, la fuga consigue materializarse. Durante las delicadas circunstancias que se vivían en los últimos meses del régimen franquista, el despertar de los primeros brotes de democracia, la fuga del grupo de etarras tuvo sorprendentes consecuencias.

## Palmarés cinematográfico
- 1981 - Festival Internacional de Cine de San Sebastián - Premio de la Crítica.

## Reparto
| Actor                   | Personaje              |
| ----------------------- | ---------------------- |
| Mario Pardo             | Iturbe                 |
| Xabier Elorriaga        | Ion                    |
| Klara Badiola Zubillaga | Maruja                 |
| Ramón Barea             | Aitor                  |
| Álex Angulo             | Anot                   |
| Chema Muñoz             |                        |
| José Pedro Carrión      |                        |
| Ovidi Montllor          | Oriol                  |
| Patxi Bisquert          |                        |
| Virginia Mataix         | Nerea                  |
| José Manuel Cervino     | Jefe de Funcionarios   |
| Santiago Ramos          | Funcionario            |
| Paco Sagarzazu          | Preso                  |
| Fernando Vivancos       |                        |
| Elene Lizarralde        |                        |
| Guillermo Montesinos    |                        |
| Carlos Montoya          |                        |
| Francisco Catalá        | Preso común            |
| Txema Blasco            | Juez                   |
| Ramón Reparaz           | Guardia Civil          |
| Iñaki Aierra            |                        |
| Abel Vitón              |                        |
| Josune Lasa             |                        |
| Claudio Rodríguez       | Director de la prisión |
| Arantxa Urretavizcaya   | Periodista             |
| Ramón Balenziaga        |                        |
| Imanol Gaztelumendi     |                        |
| Iosu Galarraga          |                        |
| Emilio Álvarez          |                        |
| José Luis Aranburu      |                        |
| Julen Arregi            |                        |
| Aitor Badiola           |                        |
| Santiago Burutxaga      |                        |
| Juan Ignacio Carrasco   |                        |
| Julio Chapper           |                        |
| Ángel de la Fuente      |                        |
| Mikel Mari Eceiza       |                        |
| Ceferino Eskizabel      |                        |
| Txuno Etxaniz           |                        |